# Новый Чад
Новый Чад — деревня в Бардымском районе Пермского края на реке Тюндюк. Входит в состав Тюндюковского сельского поселения.
По результатам переписи 2010 года численность населения составила 37 человек, в том числе 20 мужчин и 17 женщин.
В 2005 году численность населения составляла 86 человек.
Находится примерно в 18 км к югу от центра села Барда.